# Nintendo 3DS
Ne doit pas être confondu avec Nintendo DS.
La Nintendo 3DS (ニンテンドー3DS, Nintendō 3DS) est une console portable de huitième génération développée par Nintendo, ayant pour particularité un affichage en 3D autostéréoscopique (sans lunettes). La Nintendo 3DS succède à la Nintendo DS, et est rétrocompatible avec les logiciels de cette dernière. Elle est disponible au lancement sous deux coloris : Bleu Lagon et Noir Cosmos. Ses principaux concurrents sont la PlayStation Vita de Sony et le marché du smartphone.
Annonçant la console le 23 mars 2010, Nintendo l'a officiellement dévoilée à l'Electronic Entertainment Expo 2010 le 15 juin, invitant les participants à la tester. Selon certains analystes, le calendrier de Nintendo, qui avait détourné l'attention avec le lancement de la toute nouvelle Nintendo DSi XL, était probablement destiné à éviter des fuites de la presse japonaise. La console sort le 26 février 2011 au Japon et en mars sur les autres grands marchés (États-Unis, Europe).
Les premiers tests de la console sont très enthousiastes, notamment concernant la technologie 3D autostéréoscopique. Les ventes de la console confirment cette bonne impression. La Nintendo 3DS détient ainsi le record de la vente la plus rapide au Japon pour une console, ayant dépassé le record établi par la Game Boy Advance, avec plus de 4,7 millions d'unités vendues en 11 mois. En septembre 2020, la console s'était écoulée à 75,94 millions d'exemplaires dans le monde.
Le 17 septembre 2020, Nintendo annonce la fin de production de toutes les consoles de la famille 3DS.

## Historique

### Contexte
Bien qu’il y en ait déjà eu auparavant, les spéculations autour d'un véritable successeur de la série Nintendo DS ont commencé à devenir de plus en plus fréquentes fin 2009. À la mi-octobre, le tech tabloid (en) Bright Side of News* rapportait que le développeur de processeurs graphiques (GPU) Nvidia avait gagné le contrat de fabrication du microprocesseur de la console avec sa série de system on chip Nvidia Tegra. Plus tard le même mois, en parlant de l’avenir des consoles portables de Nintendo, le président de la société, Satoru Iwata, a indiqué que la connectivité mobile par abonnement haut débit mobile « ne correspondait pas aux clients visés par Nintendo », et s'est intéressé à l’exploration d'une option similaire au service Whispernet du Kindle d’Amazon, dans lequel les utilisateurs ne sont pas facturés pour la connexion, mais dans lequel son coût est subventionné.
Bien que Nintendo ait exprimé son intérêt pour l’intégration de capacités de détection de mouvements dans sa console portable avant la sortie de la première Nintendo DS, un commentaire de Satoru Iwata dans un entretien avec Asahi shinbun a abouti à un conflit mineur entre la publication et Nintendo sur le fait qu’Iwata ait confirmé que le successeur de la Nintendo DS incorporerait un capteur de mouvement[pas clair]. Le même mois, l’analyste Jesse Divnich, de l’Electronic Entertainment Design and Research (EEDAR), a déclaré que l’entreprise estimait que Nintendo allait lancer un successeur de la Nintendo DS « dans les 15 prochains mois »,.
En février 2010, le site de jeu vidéo Computer and Video Games (CVG) rapportait qu'une « poignée » de développeurs japonais étaient en possession d'un SDK pour le successeur de la Nintendo DS, accordant une priorité spéciale à[pas clair] la société Pokémon. Selon un journaliste de CVG, la console inclurait un accéléromètre, à l’instar de l’iPhone, « mais qui ferait plus »[pas clair].
En mars 2010, le journaliste des jeux vidéo Raymond Padilla rapporte de la Game Developers Conference de San Francisco d’autres rumeurs à propos d'un successeur de la Nintendo DS. Selon les développeurs prétendant travailler sur le système, la console inclurait deux écrans comme la Nintendo DS, mais plus grands, et avec de plus hautes résolutions, et séparés par un écart plus petit — assez négligeable pour qu’ils puissent être utilisés ensemble comme un seul grand écran. Un accéléromètre serait intégré à la machine. Le SDK serait « d’une puissance équivalente à celle de la GameCube », avec une courbe d'apprentissage facile pour les développeurs habitués à travailler sur les consoles de salon GameCube ou Wii. Ces développeurs ont affirmé que leurs jeux pour la nouvelle console seraient terminés avant la fin de l’année, Padilla indiquant qu'une annonce à l’E3 de juin 2010 était probable, avec un lancement pour la fin de la même année. Dans le même mois, plusieurs développeurs parlèrent publiquement des fonctionnalités qu'ils souhaitaient voir apparaître chez le successeur de la Nintendo DS, comme des fonctionnalités en ligne plus fortes, deux écrans multi-touch, un GPS, et même une connexion 3G. Le 23 mars 2010[Passage contradictoire], Nintendo annonce officiellement la Nintendo 3DS.

### Dévoilement à l'E3

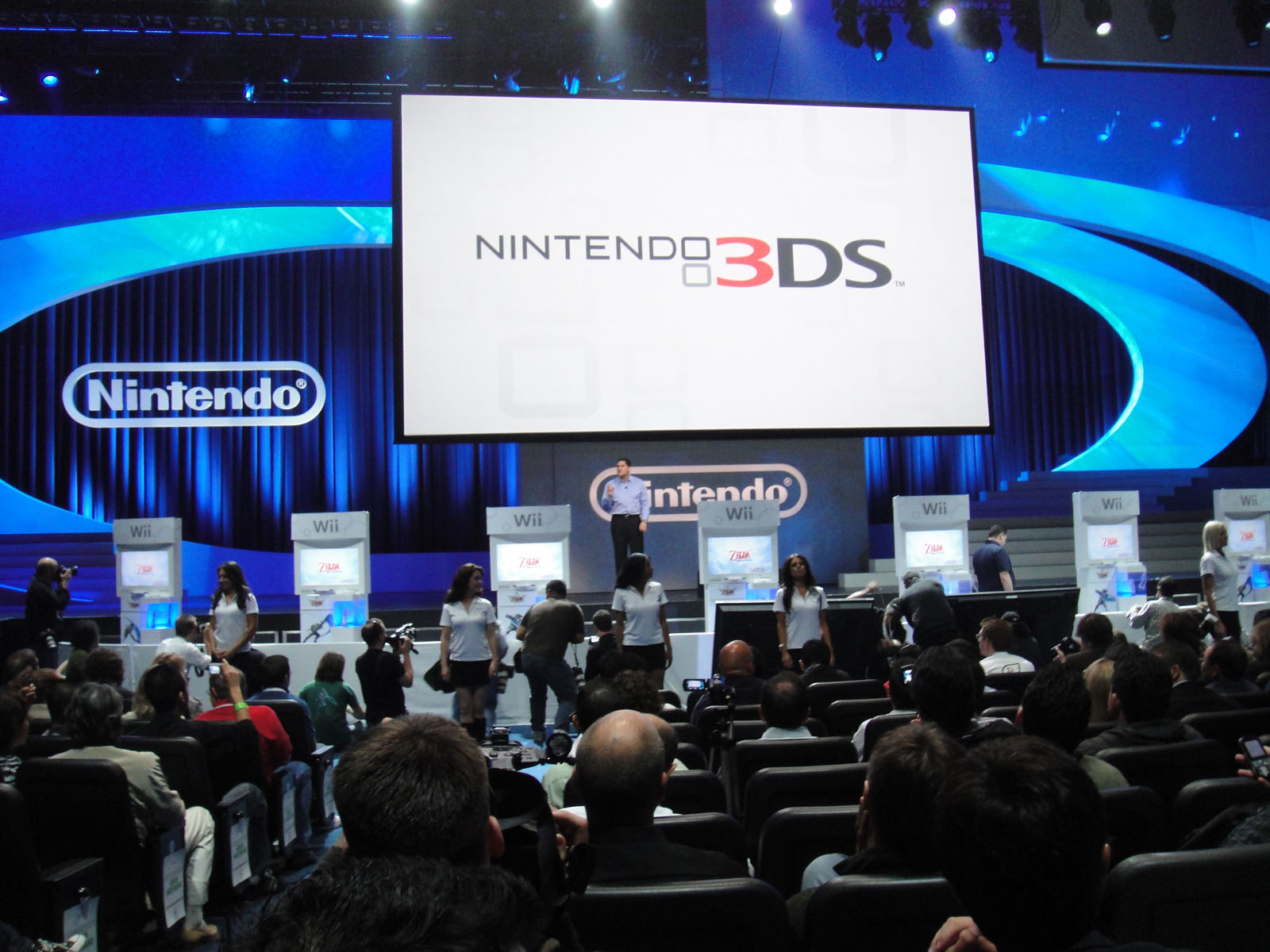
Dévoilement à l'E3 2010.

En juin 2010, le site de jeux vidéo IGN rapporte que selon « plusieurs développeurs qui auraient testé la Nintendo 3DS dans sa forme actuelle », le système possède une puissance de traitement « dépassant de loin celui de la Nintendo Wii » et qu'avec des shaders 3D, ils pourraient faire des jeux « qui ressembleraient fortement aux visuels des générations actuelles de la Xbox 360 et PlayStation 3 ». Le site a également cité « de nombreuses sources de développeurs » indiquant que la console n'utilisait pas le system on chip Nvidia Tegra.
Le système a officiellement été dévoilé à l'E3 2010 le 15 juin 2010. Le premier jeu révélé était Kid Icarus: Uprising, mais d'autres jeux de tierce-partie comme Square Enix avec Kingdom Hearts et Final Fantasy, Konami avec Metal Gear Solid: Snake Eater 3D , Warner Bros. Interactive avec Batman, Level-5 pour Professeur Layton et le Masque des miracles, Ubisoft avec Assassin's Creed: Lost Legacy, Capcom avec Resident Evil: Revelations et Super Street Fighter IV: 3D Edition, et enfin Activision avec DJ Hero sont ensuite dévoilés. D'autres titres de Nintendo ont été dévoilés plus tard après la conférence, comme Mario Kart 7, un remake de Star Fox 64, Animal Crossing 3DS, Nintendogs + Cats et un remake de The Legend of Zelda: Ocarina of Time en 3D. Le 29 juin 2010, il a été annoncé que la date de sortie et le prix seront officiellement annoncés le 29 septembre 2010. Le design montré à l'E3 est presque définitif et est soumis à des modifications mineures.

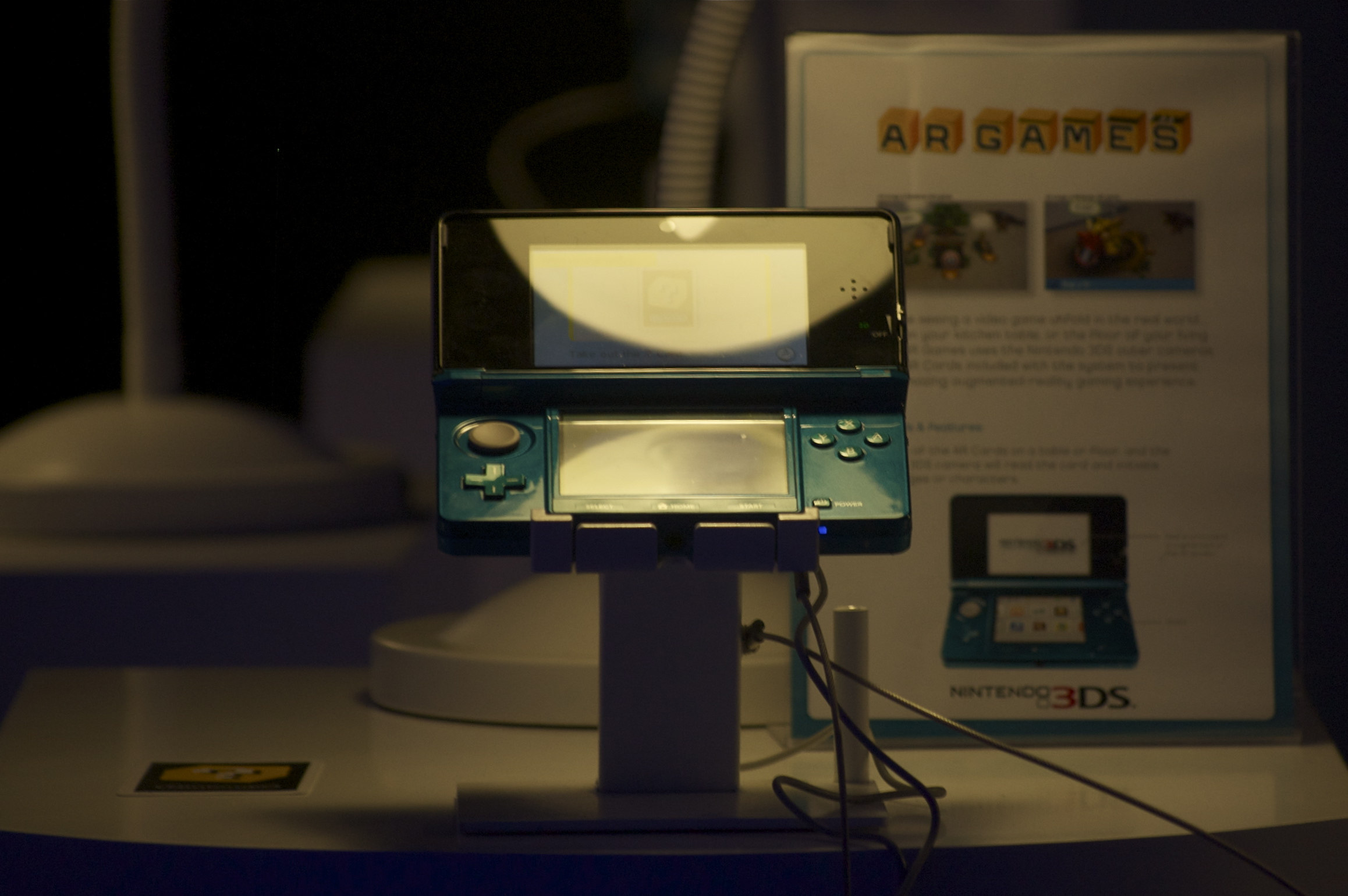
La Nintendo 3DS lors d'un événement en Europe.

Le 29 septembre 2010, Nintendo of Japan annonce la date de sortie de la Nintendo 3DS au Japon au 26 février 2011, et pour mars 2011 en Amérique du Nord et en Europe. En outre, plusieurs caractéristiques additionnelles ont été annoncées, comme l'inclusion d'un « centre de création Mii » (Mii Creation Center), une « console virtuelle » (Virtual Console) (incluant des jeux pour Game Boy, Game Boy Color et des « jeux classiques » en 3D), un instrument pour des téléchargements et mises à jour plus rapides, le multi-tâche, plusieurs jeux incluant la réalité augmentée, une carte SD de 2 Go, et le stockage des données de jeu. Deux couleurs sont disponibles le 26 février — Aqua Blue et Cosmo Black, au Japon de 25 000 ¥, soit 220 $. Le design final a également été révélé lors de cet événement,.

### Réactions
Sony a répondu, dès le lendemain de l’annonce, par la voix de John Koller, chef du marketing de la firme aux États-Unis, lors de réponses aux questions posées par IGN. Il réagit, disant qu'« il reste encore à voir où va Nintendo avec la 3D sur une console portable. C’est une démarche intéressante, mais j’aimerais tout d'abord voir où ils vont d’un point de vue démographique. Entre ce qu’indiquent nos propres études, et faire jouer en 3D des enfants de 8 ou 9 ans, il y a un écart. ». John Koller précise également que Sony ne travaillerait pas sur la 3D pour ses consoles portables.
Michael Pachter, analyste du secteur vidéo-ludique, dit : « Nous avons trouvé l’annonce de la Nintendo 3DS en quelque sorte mal à propos, venant la semaine précédant le lancement de la Nintendo DSi XL. De notre point de vue, l’annonce de la société a prévenu les consommateurs que la Nintendo DSi XL serait obsolète dans moins d’un an et nous avons été surpris du calendrier »
La presse a pu tester au cours de la présentation quelque temps avant l'E3 la console, et certains journalistes ont avoué être très convaincus, voire « bluffés » pour certains, par les performances et les jeux de la machine,. D'autres, énoncent cela dit un petit temps d'adaptation et une certaine fatigue visuelle après un usage prolongé, l'occasion d'émettre des comparaisons avec le feu Virtual Boy, première incursion de la firme japonaise dans ce domaine.
Le site Gamalive publie le premier test de la console, le 4 mars 2011, et parle d'une console plutôt jolie (même si salissante à cause des traces de doigts), facile à prendre en mains, regorgeant de nombreux logiciels préinstallés, avec un écran très lumineux et présentant un effet 3D réussi.
La rédaction du site français Gamekult affirme : « pourtant, une fois la console allumée, la magie opère, et il faut avoir le résultat en face des yeux pour comprendre à quel point. La 3D relief de la nouvelle Nintendo 3DS est magnifique. Le résultat est identique à ce que l'on peut voir au cinéma dans les derniers films dédiés (des bandes-annonces de films 3D tournant sur Nintendo 3DS le prouvaient), mais cela sans avoir recours aux fameuses lunettes. » Elle considère en outre que l'effet de 3D relief de la console « apporte une sensation de profondeur saisissante. »

### Programme Ambassadeur 3DS
Les ventes mitigées de la 3DS, conduisent Nintendo à annoncer le 28 juillet 2011 une baisse de prix historique pour une console Nintendo fraîchement débarquée. La baisse est de l'ordre de 30 à 40 % selon les pays et est effective le 12 août en France. Cette baisse est accompagnée de la mise en place du programme Ambassadeur 3DS s'adressant à ceux ayant acheté la console avant le 12 août et à qui 10 jeux NES et 10 jeux GBA sont offerts en guise de compensation,,.
| Les dix titres NES disponibles depuis le 1er septembre 2011 aux Ambassadeurs 3DS: - Balloon Fight - Donkey Kong Jr. - Ice Climber - Mario and Yoshi - Metroid - NES Open Tournament Golf - Super Mario Bros. - The Legend of Zelda - Wrecking Crew - Zelda II: The Adventure of Link | Les dix titres GBA disponibles depuis le 16 décembre 2011 aux Ambassadeurs 3DS: - Fire Emblem: The Sacred Stones - F-Zero: Maximum Velocity - Kirby et le Labyrinthe des Miroirs - Mario Kart: Super Circuit - Mario vs. Donkey Kong - Metroid: Fusion - The Legend of Zelda: The Minish Cap - WarioWare, Inc. : Mega Mini-Jeux - Wario Land 4 - Yoshi's Island: Super Mario Advance 3 |

## Modèles

### Modèle original

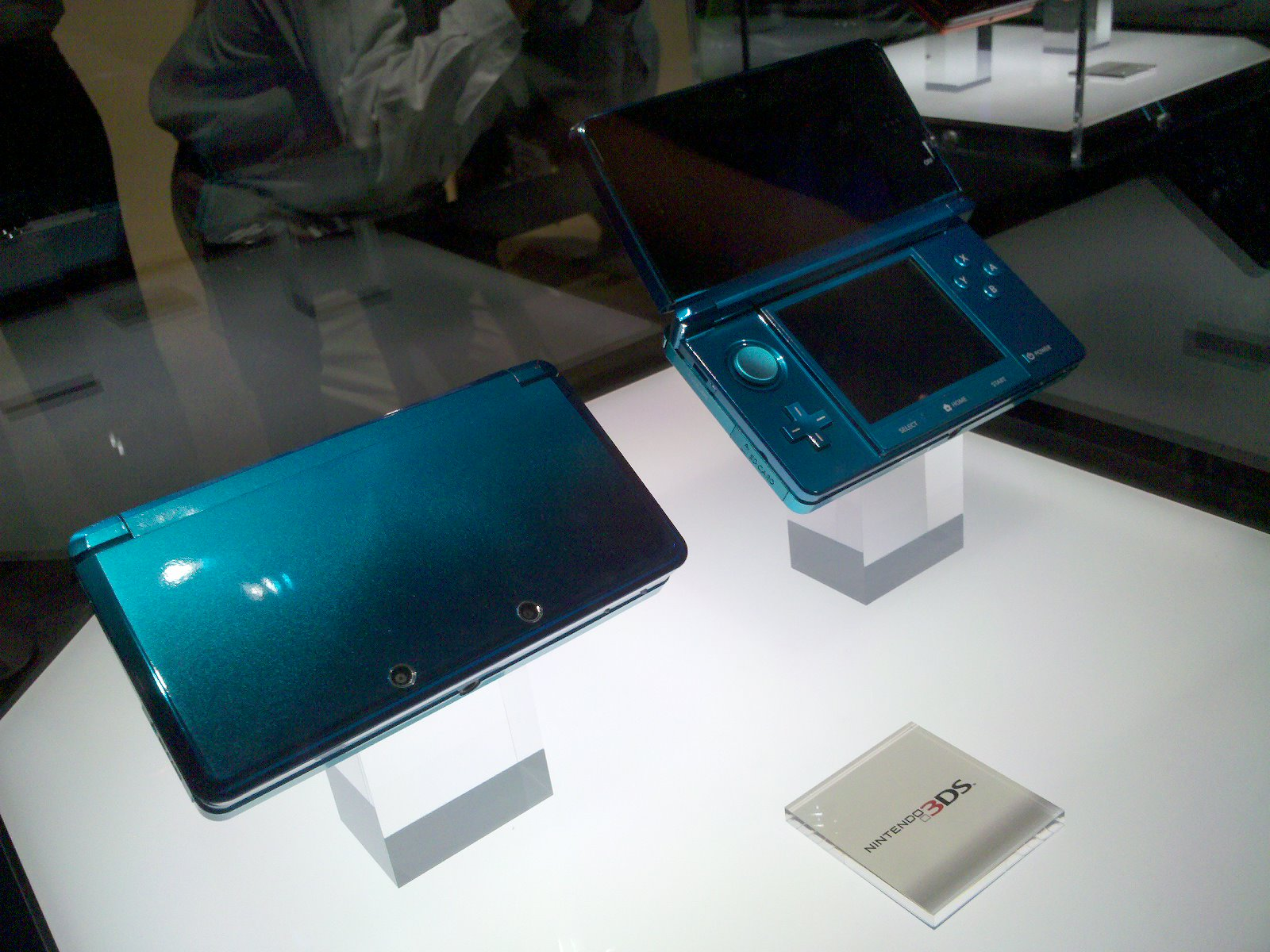
Présentation de la Nintendo 3DS durant l'E3 2010.

La console a deux écrans, qui peuvent afficher 16,7 millions de couleurs:
- l'écran du haut est un écran 5:3 autostéréoscopique de 90 mm (3,53 po) avec une définition de 800 × 240 pixels (soit 400 × 240 pixels pour chaque œil, WQVGA), ne nécessitant pas de lunettes 3D ;
- l'écran du bas est un écran tactile 4:3 non-3D de 76 mm (3,02 po) avec une définition de 320 × 240 pixels (QVGA)[47].

La console est architecturée autour d'un SOC conçu par Nintendo (nom de code « CTR »), contenant le processeur (CPU), le processeur graphique (GPU), le processeur sonore (DSP) et la mémoire vidéo (VRAM). Le processeur principal de la Nintendo 3DS est un ARM11 double cœur (un cœur étant dédié au système d'exploitation). Un sous-processeur ARM9 est également présent pour assurer la rétrocompatibilité avec les jeux Nintendo DS. La console utilise le processeur graphique PICA200 de la start-up japonaise Digital Media Professionals (DMP), avec 6 Mo de mémoire dédiée. À savoir, la console dispose de 128 Mo de mémoire vive, ce qui la différencie grandement de l'ancienne DS (4 Mo) et de la DSi (16 Mo). La console pèse approximativement 230 g et, une fois fermée, mesure 134 × 74 × 21 mm. Les cartouches sont semblables à celles de la Nintendo DS à l'exception d'une petite excroissance sur le côté et de leur capacité supérieure, à savoir une capacité maximale de 8 Go au lancement (la plupart des jeux n'atteignent cependant pas cette taille). Bien que la capacité « officielle » maximale d'une carte SD utilisable avec la console est de 32 Go (SDHC), il est possible d'utiliser des cartes SD de plus grande capacité (64 Go ou 128 Go, donc SDXC) en les formatant au format FAT32 (le même que les cartes SDHC). Le format FAT32 pouvant supporter des volumes jusqu'à 2 To, il est théoriquement possible d'utiliser des volumes de 2 To sur cette console.
La Nintendo 3DS supporte la Wi-Fi 3 avec la sécurité WPA2.

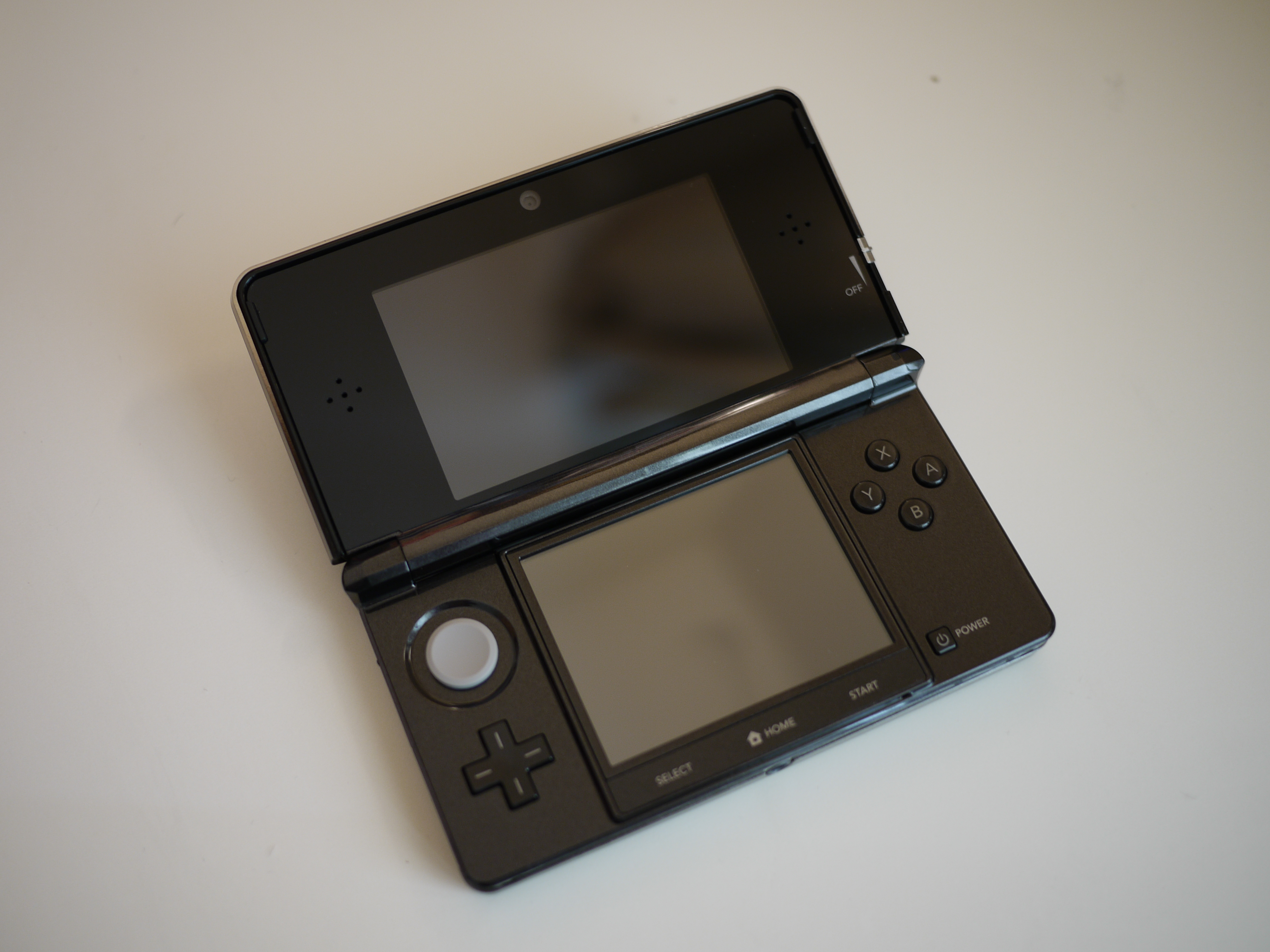
Une Nintendo 3DS noire.

Lors de son lancement, la console est disponible en deux couleurs : Bleu Lagon (plus produite à partir de 2012) et Noir Cosmos. Par la suite, d'autres couleurs sont apparues : Rouge Métal, Rose Corail, Blanc Arctique, Bleu Cobalt (disponible seulement au Japon), Midnight Purple (pour les États-Unis), Cerulean Blue et Shimmer Pink (ces deux couleurs sont pour Hong Kong le 28 septembre 2012). La partie supérieure interne de la console est toujours noire. Des éditions limitées offertes lors d'un tirage au sort durant le mois de décembre 2011 proposent des couleurs à effigie des tenues de Mario (1 000 exemplaires), Toad (1 000 exemplaires) et la princesse Peach (1 000 exemplaires).

### Nintendo 3DS XL
La Nintendo 3DS XL (ニンテンドー3DS LL, Nintendō 3DS LL) est la version « grand format » de la Nintendo 3DS. Sa sortie a été annoncée lors du Nintendo Direct du 22 juin 2012. C'est en France à l'IDEF que la 3DS XL a pu être découverte pour la première fois, un mois tout juste avant sa sortie.
Ce modèle est sorti le 28 juillet 2012 au Japon et en Europe, et le 19 août 2012 aux États-Unis. Trois coloris sont disponibles au Japon au moment de la sortie de la console, à savoir Blanc, Rouge & noir et Argent & noir.
En Europe et aux États-Unis, le modèle Blanc est remplacé par un modèle Bleu & noir.
Néanmoins, le modèle Blanc et le modèle Noir de la console sortent quelques mois après la sortie de celle-ci en Europe, tandis qu'un modèle Rose & Blanc est disponible aux États-Unis. Un modèle en édition limitée jaune Pikachu est disponible en France depuis le 7 décembre 2012. De plus, un modèle collector à l'effigie de Dracaufeu sort au Japon entre le 15 décembre et le 14 janvier 2013.
La console possède une meilleure batterie que le modèle classique, ainsi que deux écrans de taille supérieure. Elle est disponible avec une carte mémoire de 4 Go. En revanche, le chargeur secteur est vendu séparément en Europe et au Japon. La texture de cette console est différente de la 3DS classique : alors que cette-dernière est faite en plastique brillant la 3DS XL est faite en plastique mat, ce qui a pour conséquence d'atténuer efficacement les traces de doigts. Le plastique du pad circulaire a également changé pour permettre au pouce des utilisateurs de ne pas glisser lors de l'utilisation de la console, ce qui renforce donc le confort de jouabilité de la console. Les boutons « start », « home » et « select » ne sont plus regroupés en un bloc tactile mais sont désormais des touches séparées et classiques. La 3DS XL n'a plus de stylet rétractable comme dans la 3DS classique, mais un plus grand stylet fait en plastique.
Fin novembre 2014, Nintendo annonce l'arrêt prochain de la production de la Nintendo 3DS XL au Japon
Dans son test, la rédaction de Jeuxvideo.fr évoque qu'avec de nombreuses qualités indéniables (taille d'écrans plus confortable, bords lisses, meilleure autonomie…) la 3DS XL constitue un choix tout à fait fiable pouvant intéresser un grand nombre de personnes. Cependant, elle énonce aussi « quelques éléments négatifs (prix plus élevé, pas de chargeur de base, pixellisation assez contenue mais perceptible, moins "portable"...) qui font qu'on ne pourra pas la conseiller les yeux fermés à tous les joueurs, notamment ceux qui ont le regard pointilleux ou possèdent déjà la précédente ».

### Nintendo 2DS
La Nintendo 2DS est une console portable de huitième génération développée par Nintendo. La Nintendo 2DS est, comme la Nintendo 3DS XL et la New Nintendo 3DS, une variante de la Nintendo 3DS. Elle a la particularité de lire les jeux de la Nintendo 3DS sans la possibilité d’affichage autostéréoscopique (3D) sur l’écran supérieur. Elle est aussi rétrocompatible avec les logiciels de la Nintendo DS. La Nintendo 2DS n’est cependant pas repliable et ne dispose que d’un seul haut-parleur. Ce modèle est ainsi plus abordable que la 3DS et coûte 129,99 € à sa sortie.
La console est annoncée le 28 août 2013 pour une commercialisation le 12 octobre de la même année en Europe, en Amérique du Nord, en Nouvelle-Zélande et en Australie. Au Japon, la console n'est commercialisée qu'à partir du 27 février 2016 pour la sortie des jeux Pokémon Rouge, Vert, Bleu et Jaune sur le Nintendo eShop de la console, pour les 20 ans de la franchise.
Deux coloris sont proposés au lancement : bleue/noire et blanche/rouge. Une version rose/blanche est sortie le 16 mai 2014 pour la sortie de Kirby: Triple Deluxe.
Le 28 novembre 2014, à l'occasion de la sortie des jeux Pokémon Rubis Oméga et Saphir Alpha, deux nouvelles couleurs de la Nintendo 2DS sont sorties en version avec le jeu (et sans le jeu le 7 novembre 2014) : rouge transparente et bleu transparente, rappelant le design de la Game Boy Color transparente. Le 14 janvier 2015, Nintendo annonce pour la sortie des packs éditions Pokémon à l'occasion des 20 ans de la franchise, quatre autres modèles transparents de quatre couleurs dépendant de la version de Pokémon fournie avec (Bleu, Rouge, Vert et Jaune, la version verte étant exclusive au Japon). Ces versions reprennent aussi sur leurs boutons d'action les couleurs de ceux de la manette de la Super Nintendo, comme la New 3DS et la New 3DS XL. Une version bleu clair, stylisée des silhouettes argentées de Pokémon, est commercialisée pour la sortie des jeux Pokémon Soleil et Lune en novembre 2016.
Au Japon et aux États-Unis, la console a connu d'autres variations colorées : noire et rouge, entièrement rouge et entièrement bleue, lavande, océan, noire transparente, blanche et rose, blanche et rose plus foncé (édition Peach), entièrement rose et une version vert pomme avec des boutons jaunes et marron pour une édition limitée The Legend of Zelda: Ocarina of Time 3D, jaune avec des boutons rouges, livrée avec Super Mario Maker, ou encore blanche avec des boutons jaunes en pack avec New Super Mario Bros. 2.

### New Nintendo 3DS et New Nintendo 3DS XL
La New Nintendo 3DS et la New Nintendo 3DS XL sont deux modèles redessinés et améliorés de la Nintendo 3DS et de la Nintendo 3DS XL, respectivement. Annoncés en août 2014, ils sont sortis en février 2015. Ces modèles possèdent des performances améliorées par rapport aux modèles précédents. Le nom de code du SOC utilisé est « LGR », comprenant un processeur amélioré (ARM11 quadricœur pouvant aller jusqu'à 804 MHz), plus de mémoire vive (256 Mo), ainsi que plus de mémoire vidéo (10 Mo). Le processeur graphique n'a cependant pas changé. En résulte des temps de chargement plus rapides et un système plus fluide. La lecture de vidéos via le navigateur web de la console a également été rendue possible grâce à l'amélioration des performances de la console. En outre, la console ne fonctionne plus avec des cartes SD mais avec des cartes microSD. Ces modèles peuvent également lire des jeux New Nintendo 3DS exclusifs qui ne fonctionnent pas sur les modèles précédents. Le premier jeu du genre est le portage de Xenoblade Chronicles. Contrairement à la 3DS et la 3DS XL, la console ne supporte pas le Wi-Fi ayant une sécurité WPA2-PSK TKIP.

Logo de la New Nintendo 3DS.
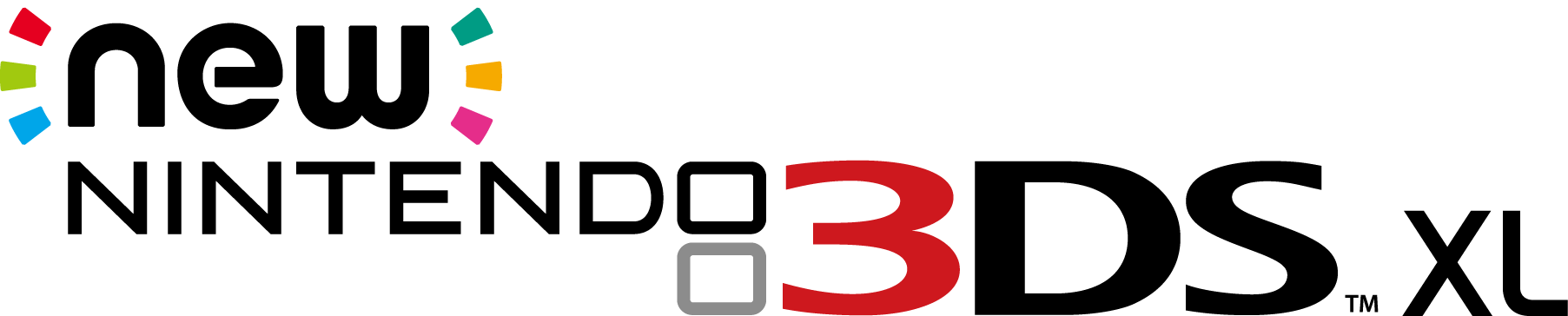
Logo de la New Nintendo 3DS XL.
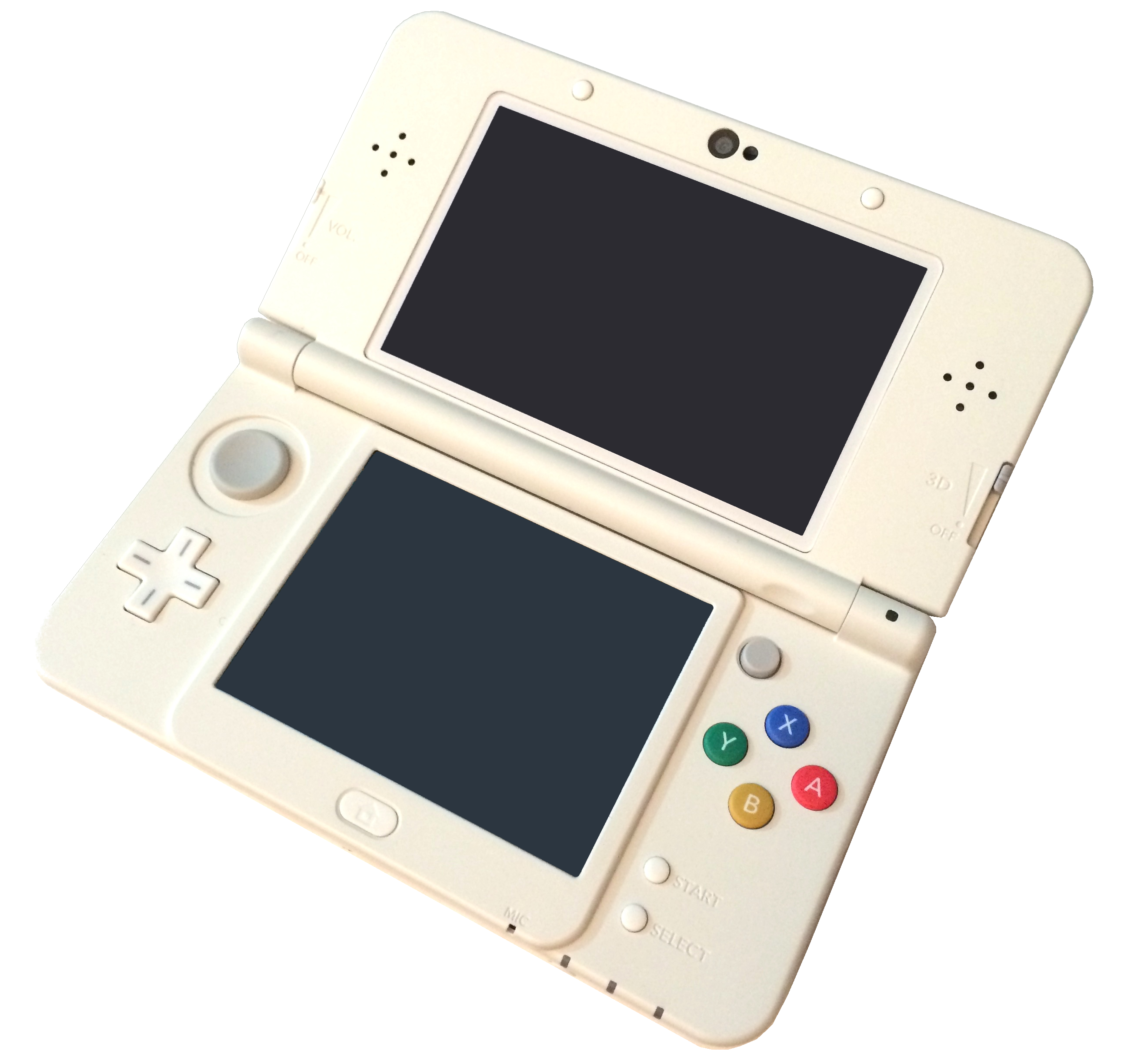
New Nintendo 3DS.
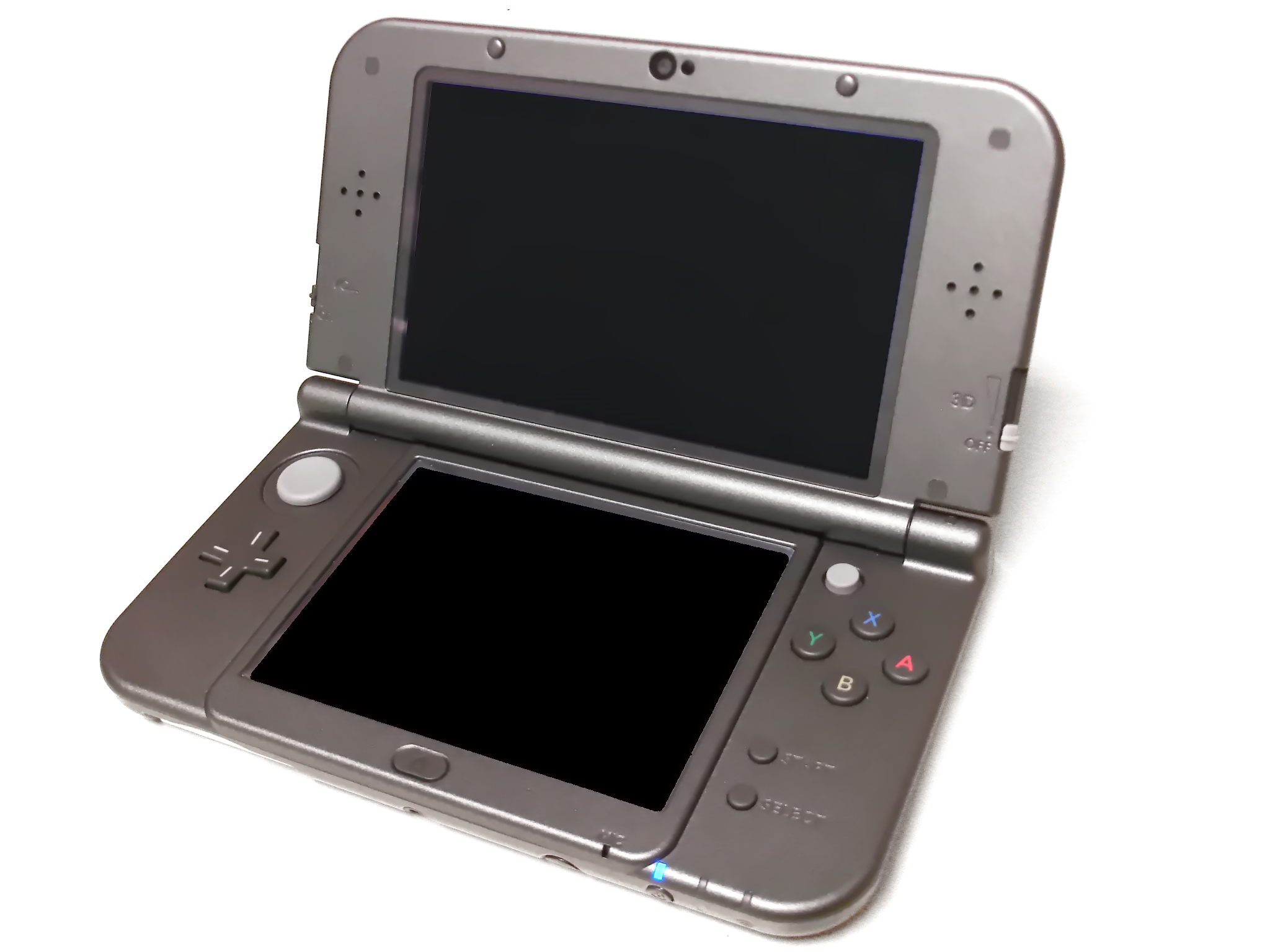
New Nintendo 3DS XL.

### New Nintendo 2DS XL
Le 27 avril 2017, Nintendo annonce la sortie de la New Nintendo 2DS XL pour le 15 juin 2017 en Australie, le 13 juillet au Japon et le 28 juillet en Amérique du Nord et en Europe. La console possède des caractéristiques semblables à la New Nintendo 3DS XL mais ne possède pas l'affichage en 3D autostéréoscopique, comme la Nintendo 2DS. Le design de la console a également été revu, tout comme le positionnement des caméras. C'était le dernier modèle de la famille 3DS en production, cette production ayant pris fin en septembre 2020.

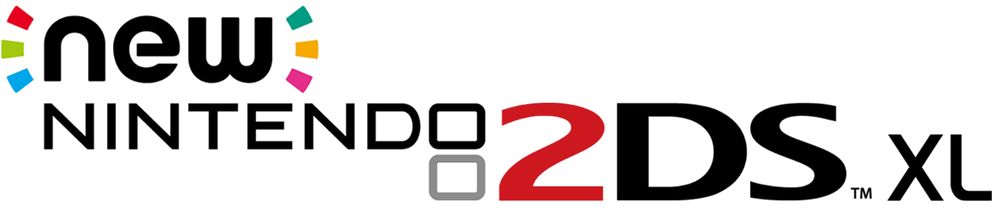
Logo de la New Nintendo 2DS XL.
New Nintendo 2DS XL depuis 2017.

## Logiciels

### Jeux
Il y a différents types de jeux fonctionnant sur Nintendo 3DS :
- Les jeux sur cartes Nintendo 3DS

- Les jeux à télécharger sur le Nintendo eShop

- Ainsi que la rétrocompatibilité des jeux sur carte Nintendo DS

### Logiciel système et mises à jour
Le logiciel système de la 3DS regroupe le menu Home et les mises à jour de la version du firmware de la 3DS. La version du firmware est affichée dans le menu principal des paramètres de la console. Une lettre après le dernier chiffre indique le territoire auquel la console est associée (E en Europe, U en Amérique du Nord et J au Japon). La dernière version du firmware de la 3DS est sortie le 23 mai 2023[réf. souhaitée].

### Logiciels installés ou à installer

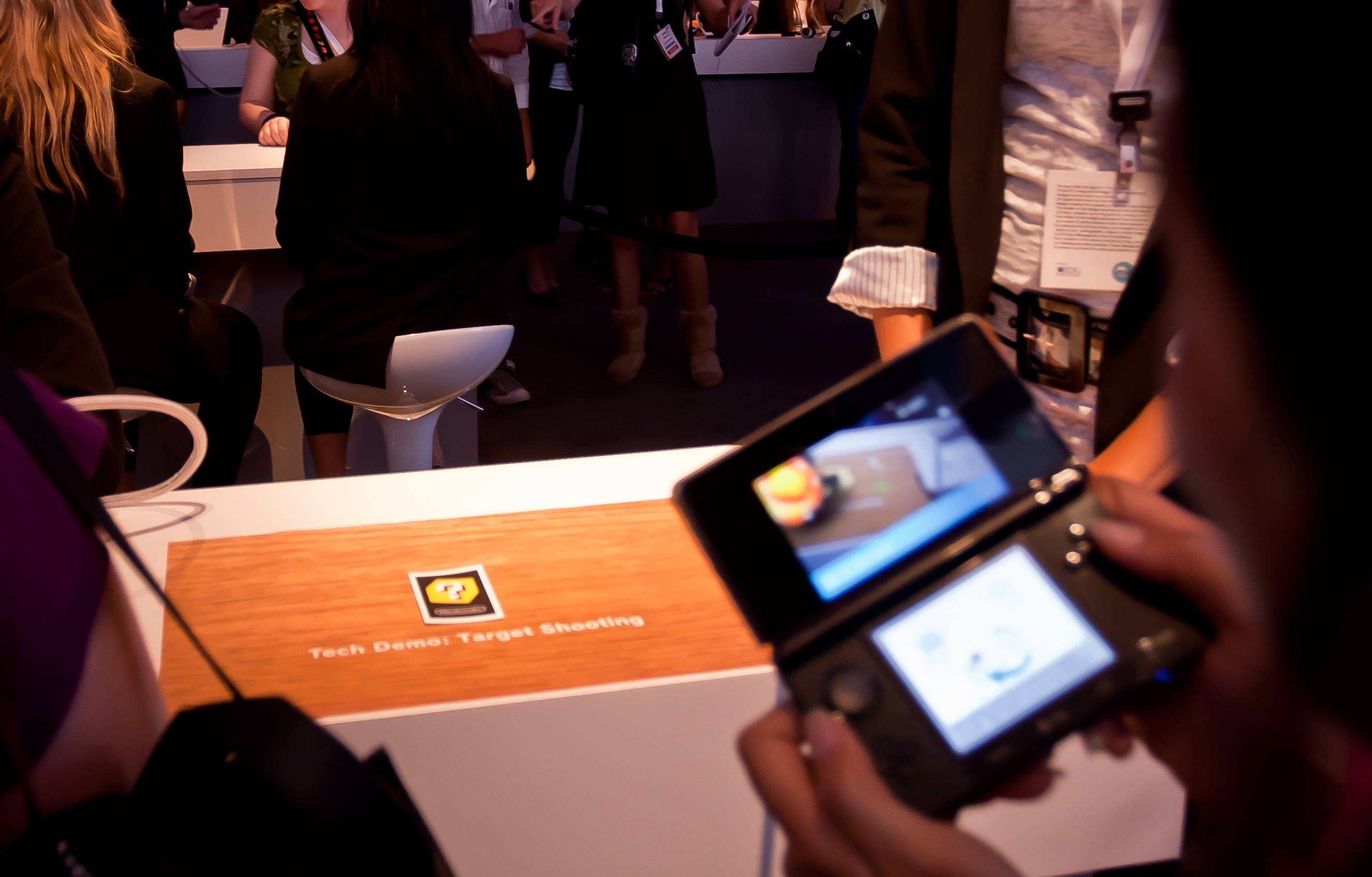
Target Shooting en réalité augmentée à l'E3 2010.

La Nintendo 3DS propose des logiciels inédits, préinstallés pour la plupart :
- Les Paramètres de la console : Elle est préinstallée et permet de régler les paramètres de la console : connexion internet, gestion des données, mise à jour, informations de l'utilisateur, etc.
- Les Informations sur la santé et la sécurité : Elle est préinstallée et informe des précautions et recommandations d'utilisation à propos de l'effet 3D de la console, etc.
- L'Appareil photo Nintendo 3DS ou APN (appareil photo numérique) : Il est préinstallé mais l'option caméra n'apparaît qu'après la mise à jour 3.0, il permet de capter des images en 3D avec les objectifs extérieurs et en 2D avec l'objectif intérieur ainsi que de faire des vidéos en 3D.
- Studio son Nintendo 3DS : Il est préinstallé, il permet d'enregistrer et modifier des sons et d'écouter des musiques enregistrées sur une carte SD (au format MP3 ou AAC)[73].
- Éditeur Mii : Il est préinstallé, il permet de créer un Mii sur Nintendo 3DS manuellement ou à partir d'une photo. Permet aussi de transférer des Mii de 3DS en 3DS, de 3DS en Wii U ou transférer des Mii d'une Wii à une 3DS.
- Place Mii StreetPass : Elle est préinstallée, elle sert à voir les Mii qui se sont croisés avec le StreetPass. Au début, il y a aussi 2 mini-jeux intégrés (Mii en péril et Puzzle Troc) ainsi que les paramètres du joueur et du Mii (il y a aussi un diaporama si on finit un puzzle dans Puzzle Troc). Après une mise à jour, la place possède un jukebox pour écouter les musiques débloquées, une nouvelle aventure pour Mii en Péril (seulement disponible si on finit la 1re deux fois), une liste de prouesses faites ou à accomplir et une carte pour situer les Miis rencontrés. De nouveaux puzzles sont ajoutés régulièrement mettant en scène les différents jeux qui sortent en magasin, et, depuis une nouvelle mise à jour, il est possible de jouer à quatre jeux StreetPass pour lesquels un téléchargement est nécessaire, permettant d'obtenir des tickets pour obtenir de nouveaux déguisements et couvre-chefs (quatre par jour). La mise à jour la plus récente ajoute d'autres mini-jeux payants sous forme de contenus téléchargeables. Dans la mise à jour de septembre 2016, un des cinq jeux parmi deux au choix (Trader Streetpass ou Circuit Streetpass) peut être téléchargé gratuitement.
- Jeux en RA (réalité augmentée) : Ils sont préinstallés, ils permettent d'utiliser la RA avec les cartes fournies avec la console (Carte "?", carte Mario, carte Link, carte Kirby, carte Samus Aran, carte Pikmin rouge, bleu et jaune). Du contenu est généré sur l'écran en temps réel grâce aux objectifs 3D[77].
- La Guerre des têtes : Il est préinstallé, c'est un jeu permettant de prendre en photo le visage d'une personne et de l'utiliser comme ennemi du jeu. Les ennemis apparaissent dans le décor et il faut les tirer à l'aide des lentilles externes de la console avant qu'ils détruisent totalement l'arrière plan[78].
- Journal d'activité : Il est préinstallé, il affiche les pas effectués en mode veille, le temps de jeu, la liste des logiciels utilisés et diverses autres statistiques.
- Mode téléchargement : Il est préinstallé, il permet de jouer à des jeux 3DS, DSi, ou DS qu'on ne possède pas via la connexion sans fil. Il permet également le jeu en multijoueur avec une seule cartouche.
- Le navigateur Web : Il apparaît après la mise à jour 2.0, il sert à naviguer sur le Web à partir d'un point d'accès Wi-Fi. Il peut être utilisé en même temps qu'une autre application.
- La boutique Nintendo eShop : Elle apparaît après la mise à jour, boutique en ligne de téléchargement d'applications et de jeux gratuits ou payants.
- TV3DS : Elle apparaît après une mise à jour au Japon et permet de visionner la télévision 3D. La France n'a jamais été concernée par ce logiciel.
- Visualiseur Nintendo Zone : Application préinstallée sur le système mais non affichée par défaut sur le menu Home. Elle s'affiche la première fois que la console se trouve dans une Nintendo Zone, et permet d'accéder à du contenu spécial.
- Eurosport : Application téléchargeable gratuitement sur le Nintendo eShop, elle permet de visionner le Watts Zap qui est constitué de vidéos drôles et de gamelles sportives en 3D. Le service Eurosport a pris fin et l'application a été retirée de la boutique le 31 décembre 2012[79].
- Nintendo Video : Application téléchargeable gratuitement sur le Nintendo eShop, elle permet de voir des vidéos en 3D (comme Kid Icarus animé ou Shaun le mouton, mais aussi des courts-métrages, des bandes-annonces et des chansons). Les vidéos restent un temps défini et sont remplacées par d'autres, on ne peut pas les conserver. Un identifiant Nintendo Network est dorénavant obligatoire pour la télécharger. Le service Nintendo Video a pris fin et l'application a été retirée de la boutique le 31 mars 2014[80].
- Boîte aux lettres Nintendo : Application téléchargeable gratuitement sur le Nintendo eShop. Elle permet d’envoyer des messages et des dessins via StreetPass. À noter que le Pictochat a été retiré de cette console et remplacé par la Boîte aux lettres Nintendo. Un identifiant Nintendo Network est dorénavant obligatoire pour la télécharger. Spotpass et tous les services en ligne de l'application ont été retirés le 1er novembre 2013[81].
- Pictoposte : Application téléchargeable gratuitement sur le Nintendo eShop (contient des contenus additionnels payants), successeur à la Boîte aux lettres Nintendo. Étant un logiciel gratuit, un identifiant Nintendo Network est obligatoire pour la télécharger.
- Nintendo Badge Arcade : Application téléchargeable gratuitement sur le Nintendo eShop (contient des contenus additionnels payants) permettant de jouer à des mini-jeux (notamment la « machine à pinces ») permettant de débloquer des badges à afficher sur le menu Home, ainsi que des thèmes de menu Home exclusifs. Une partie est payante, la première partie du jeu est par contre gratuite. Étant un logiciel gratuit, un identifiant Nintendo Network est obligatoire pour la télécharger.
- Le podomètre : Il est préinstallé, il s'active lorsque la console est en veille et permet de compter les pas lorsque vous faites une promenade en rangeant votre console dans la poche ou dans le sac. Une pièce de jeu peut être obtenue tous les 100 pas, mais on ne peut en obtenir que dix par jour et le maximum de pièces collectables est 300.
- YouTube : Application apparue dans le Nintendo eShop en novembre 2013[82]. Elle permet de visionner des vidéos sur YouTube à partir de la console, à noter que la 3D des vidéos n'est pas prise en compte par la console. Étant un logiciel gratuit, un identifiant Nintendo Network est obligatoire pour la télécharger.
- Nintendo Anime Channel : Apparu dans le Nintendo eShop en février 2015, le logiciel Nintendo Anime Channel propose chaque semaine des épisodes de série d'animation japonaise gratuitement. Les premières séries disponibles sont Pokémon: Advanced, Inazuma Eleven et Kirby[83],[84].

Le téléchargement automatique de logiciels est activable dans l'application « Paramètres de la console », section « Connexion Internet » puis « Spotpass ». Certains logiciels ne s'installent pas toujours automatiquement. Dans ce cas, il faut les télécharger sur le Nintendo eShop. On y trouve aussi d'autres logiciels gratuits comme Mario et Sonic - Londres 2012 Album de cartes virtuelles (application retirée de l'eShop), des démos pour 3DS ou encore des vidéos des nouveautés en jeux vidéo.
Depuis le 27 mars 2023, certains logiciels comme Pictoposte ou Nintendo Badge Arcade ne sont plus téléchargeables à la suite de la fermeture de l'eShop de la console.

### Autres utilisations
En avril 2012, le musée du Louvre annonce remplacer ses audioguides par 5 000 Nintendo 3DS. Le logiciel, intitulé Nintendo 3DS Guide: Louvre, contient des commentaires d'historiens, de conservateurs et de conférenciers disponibles en sept langues, ainsi que des représentation 3D de statues. La visite guidée contient entre 600 et 700 œuvres, environ 400 photos et 30 heures de commentaires, ainsi qu'un système de géolocalisation pour se repérer dans le musée. En 2013, le logiciel est vendu sur le Nintendo eShop pour profiter de la visite sans aller au Louvre. Bien que toutes les expositions ne soient pas couvertes par la console, elle contient deux parcours, l'un centré sur les principales œuvres du musée, l'autre sur l'Égypte antique, en plus de commentaires sur certaines expositions temporaires. De plus, les visites sont adaptées aux personnes malvoyantes ou malentendantes
. En 2025, le Louvre et Nintendo mettent fin à leur partenariat et les Nintendo 3DS seront remplacés par un nouveau système dès septembre 2025. Bien qu'il n'y ai eu aucune communication sur les raisons de la fin de la collaboration, Nintendo a déjà arrêté de réparer ces consoles dans quelques pays et The Verge indique que l'entreprise n'a plus de pièces pour réparer les New 3DS XL, l'un des modèles utilisés par le musée.

## Communication

### SpotPass
Le SpotPass est une fonctionnalité sans-fil de la Nintendo 3DS. Le témoin de notification clignote en bleu lorsque l'on reçoit de nouvelles données quand la console est active et un témoin bleu apparaît si la console est en veille. Cette fonction permet la connexion automatique de la console à Internet via un point d'accès Wi-Fi à portée, afin d'obtenir des contenus et des fonctionnalités additionnelles, comme :
- des contenus additionnels gratuits avec certains partenaires (Nintendo Zone) ;
- relever la Boîte aux lettres Nintendo (impossible depuis le 1er novembre 2013) ;
- des données additionnelles pour les jeux 3DS (objets, cartes, boîtes mystères, fantômes...).

Depuis la mise à jour de la Nintendo 3DS "version 3.0.0-5E" du 7 décembre 2011, SpotPass permet aussi de mettre à jour la console automatiquement.
Les envois de lettres via SpotPass sont interrompus le 1er novembre 2013 après que Nintendo se soit rendu compte d'une diffusion des codes amis de plusieurs utilisateurs sur Internet, suivie de l'envoi de contenu inapproprié ou choquant, notamment envers des mineurs.

### StreetPass
La Nintendo 3DS est capable d'échanger automatiquement à distance de maximum 100 m des données de jeu avec les Nintendo 3DS d'autres joueurs que l'usager croise dans la rue.
Dès que la Nintendo 3DS reçoit de nouvelles données StreetPass, son témoin de notification devient vert. Quelle que soit la carte de jeu insérée dans la console portable, le système de communication StreetPass peut gérer simultanément jusqu'à 12 jeux définis dans les paramètres de la console et dans les paramètres des jeux.
Si l'usager a plus de douze jeux de cette liste, il doit régler manuellement sa liste active dans les paramètres de chacun des jeux.

### Nintendo Zone
La Nintendo Zone est un hotspot Wi-Fi spécifique qui octroie gratuitement à la Nintendo 3DS un accès Internet pour la connexion en ligne. Lorsque la 3DS est connectée à la Nintendo Zone, on peut voir des vidéos 3D qui donnent un aperçu des jeux, jouer aux démos, participer à des questionnaires, consulter de longues animations… Si on se promène avec la console et qu'on trouve une Nintendo Zone, la console affiche un message et une icône apparaît, le « Visualisateur Nintendo Zone ».

### Nintendo Network
Le Nintendo Network est un service multijoueur de Nintendo nécessitant une connexion internet. C'est le successeur de la Connexion Wi-Fi Nintendo (ou CWF). Il officie sur les consoles Nintendo 3DS et Wii U. Ce service a été fermé le 9 avril 2024, cependant, un remplacement non-officiel existe, Pretendo Network.

### Miiverse
Miiverse est un réseau social qui permet de discuter et de partager ses expériences de jeu avec d'autres joueurs. Grâce aux Mii, les joueurs intègrent Miiverse et peuvent voir tous les jeux, logiciels, applications, ou contenus qu'ils ont utilisés récemment, qui appartiennent à leurs amis ou qu'ils ont mis en favori.
Grâce à ce réseau social, les joueurs peuvent demander à d'autres joueurs de jouer avec eux, ils peuvent aider ceux qui bloquent sur un jeu ou poser des questions sur un donjon, un niveau qu'ils n'arrivent pas à terminer. Ils peuvent aussi découvrir des informations inédites sur leurs jeux préférés. En suspendant le jeu, les joueurs peuvent aller sur Miiverse et publier leurs exploits, émotions, ressentis, donner des astuces, conseiller ou même tromper leurs amis en leur tendant des pièges…
Miiverse est disponible sur Nintendo 3DS depuis le 10 décembre 2013 via la mise à jour 7.0.0-13. Il est également disponible sur Wii U ainsi que sur smartphones, tablettes et ordinateurs via un site Internet.
Miiverse est fermé définitivement depuis le 8 novembre 2017.

### Port infrarouge
Le port infrarouge sert à assurer la communication entre le Circle Pad Pro, lui aussi équipé d'un port du même type, et la console. Le choix de Nintendo s'explique par la très faible puissance demandée par cette technologie de communication sans-fil : le Circle Pad Pro tient ainsi plus de 300 h sans qu'il soit nécessaire de changer ses piles. Il sert également à établir une connexion entre la console et l'adaptateur Amiibo qui fonctionne avec piles.

## Accessoires de jeu

### Pad Circulaire Pro

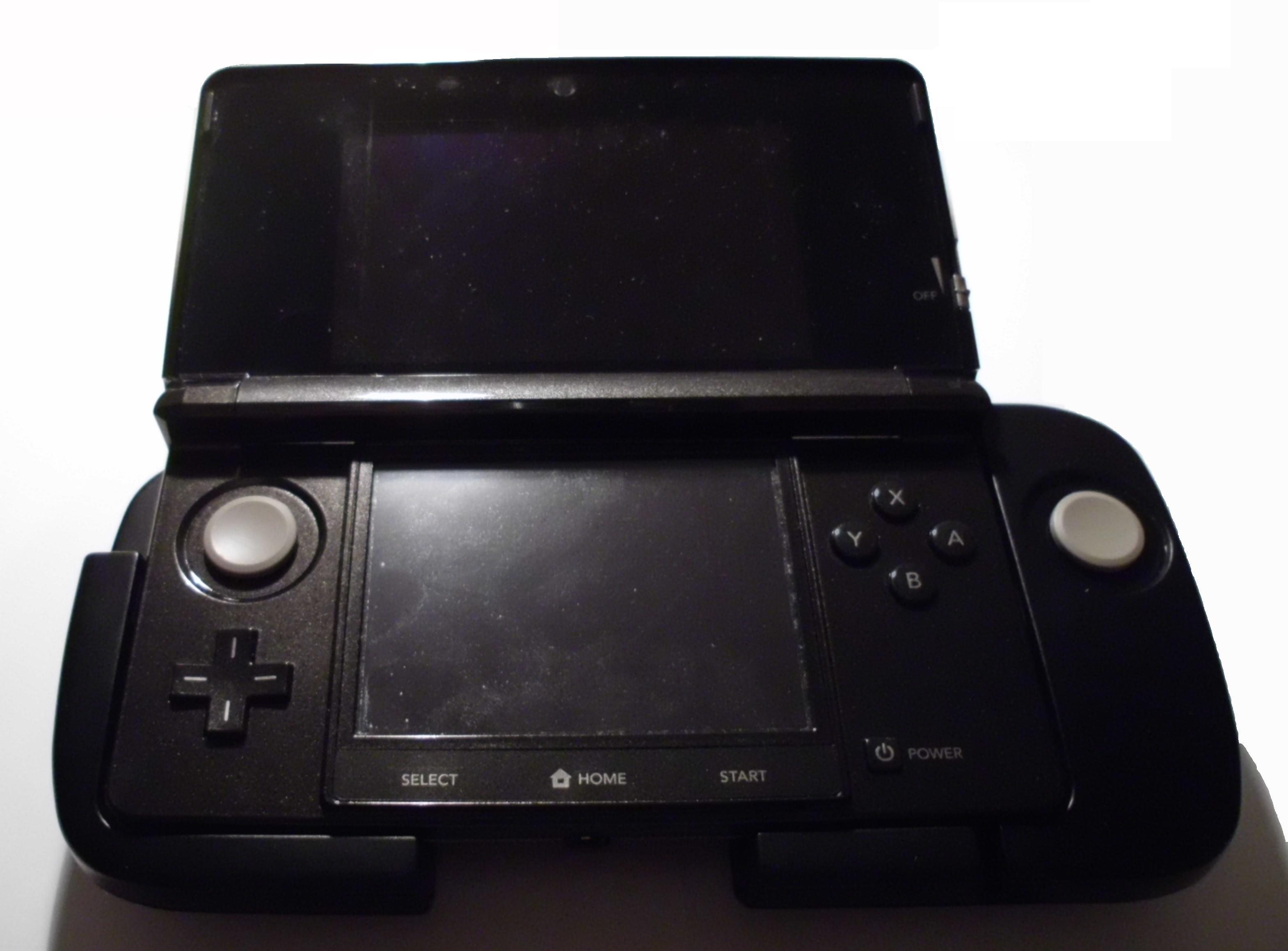
Nintendo 3DS avec le pad circulaire pro

Il s'agit d'une extension équipée d'un pad circulaire analogique identique à celui de la console ainsi que de deux boutons de tranche supplémentaires : ZL et ZR. Le dispositif communique avec la console via leurs ports infrarouges respectifs. Il offre la possibilité de gérer manuellement la caméra avec le pad circulaire, chose qui était impossible jusqu'alors, mais n'est obligatoire pour aucun titre.
Il est sorti en Europe au début 2012, et le pack avec Resident Evil: Revelations contient ce Pad Circulaire Pro. Ce boîtier nécessite une pile AAA pour fonctionner. Une version compatible avec la Nintendo 3DS XL est sortie le 22 mars 2013 en Europe sous le nom de Pad Circulaire Pro XL.
De nombreux jeux sont compatibles avec le Circle Pad Pro, comme Monster Hunter Tri G, Resident Evil: Revelations, Kingdom Hearts 3D: Dream Drop Distance, Metal Gear Solid: Snake Eater 3D, The Legend of Zelda : Majora's Mask 3D ou encore Kid Icarus: Uprising.

### Volant Mario Kart 7
C'est un volant dans lequel on place la console pour jouer à Mario Kart 7 en mode gyroscopique avec un meilleur confort.

### Casque/Micro Nintendo 3DS

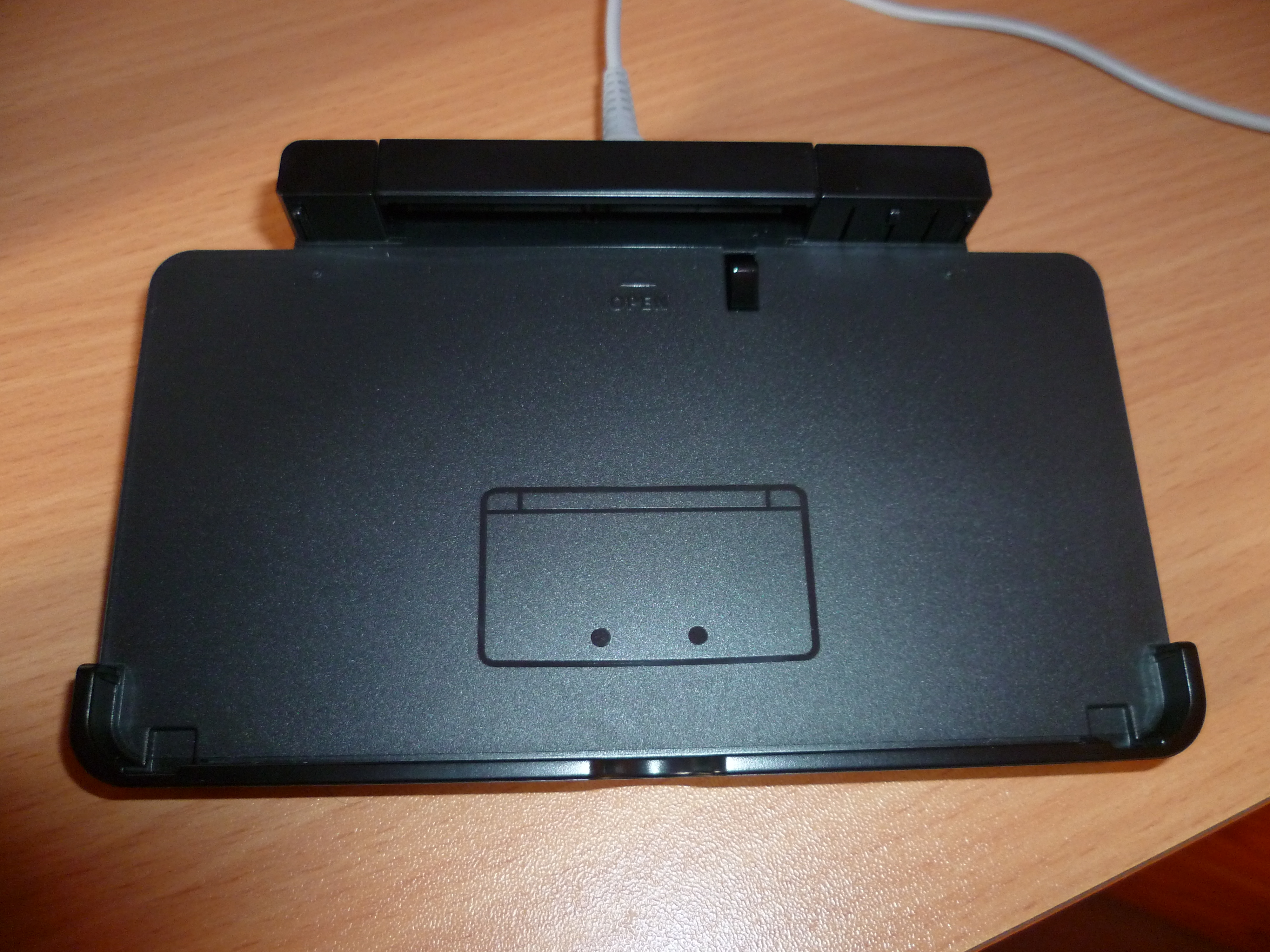
Station de recharge pour Nintendo 3DS

C'est un casque écouteur doté d'un micro pour utiliser le chat vocal dans certains jeux comme Starfox 64 3D, Pokémon X et Y, et Pokémon Rubis Oméga et Saphir Alpha.

### Station de recharge
C'est une station sur laquelle la console peut être posé pour la recharger. Le chargeur se branche directement sur la station. Il existe des modèle pour la Nintendo 3DS et la Nintendo 3DS XL.

### Support Nintendo 3DS

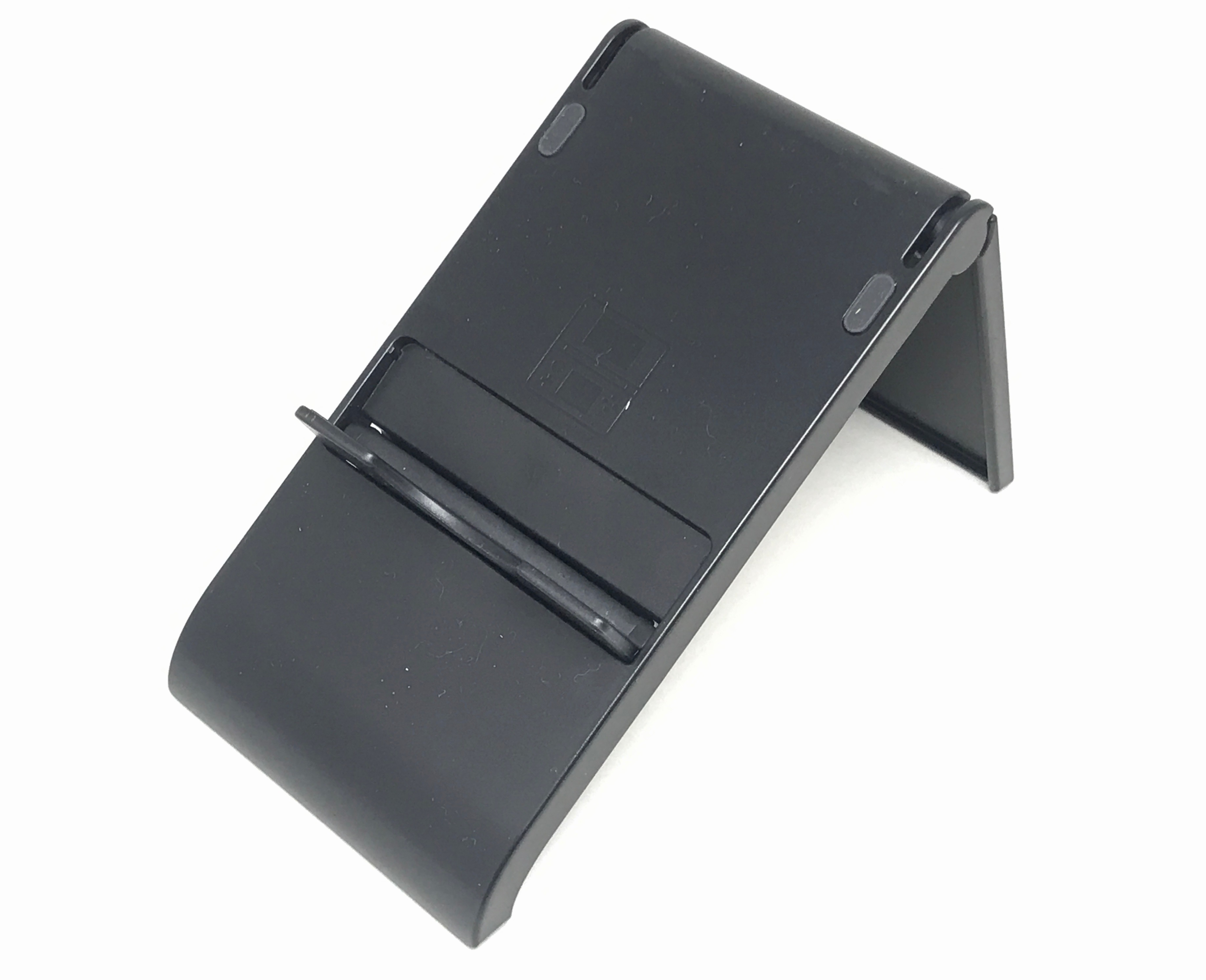
Support pour surélever sa console

Ce support permet de poser sa console dessus pour la surélever et ne pas à la tenir notamment pour de longue session de jeu. Il a été fournit avec certains jeu comme Kid Icarus: Uprising.

### Lecteur NFC

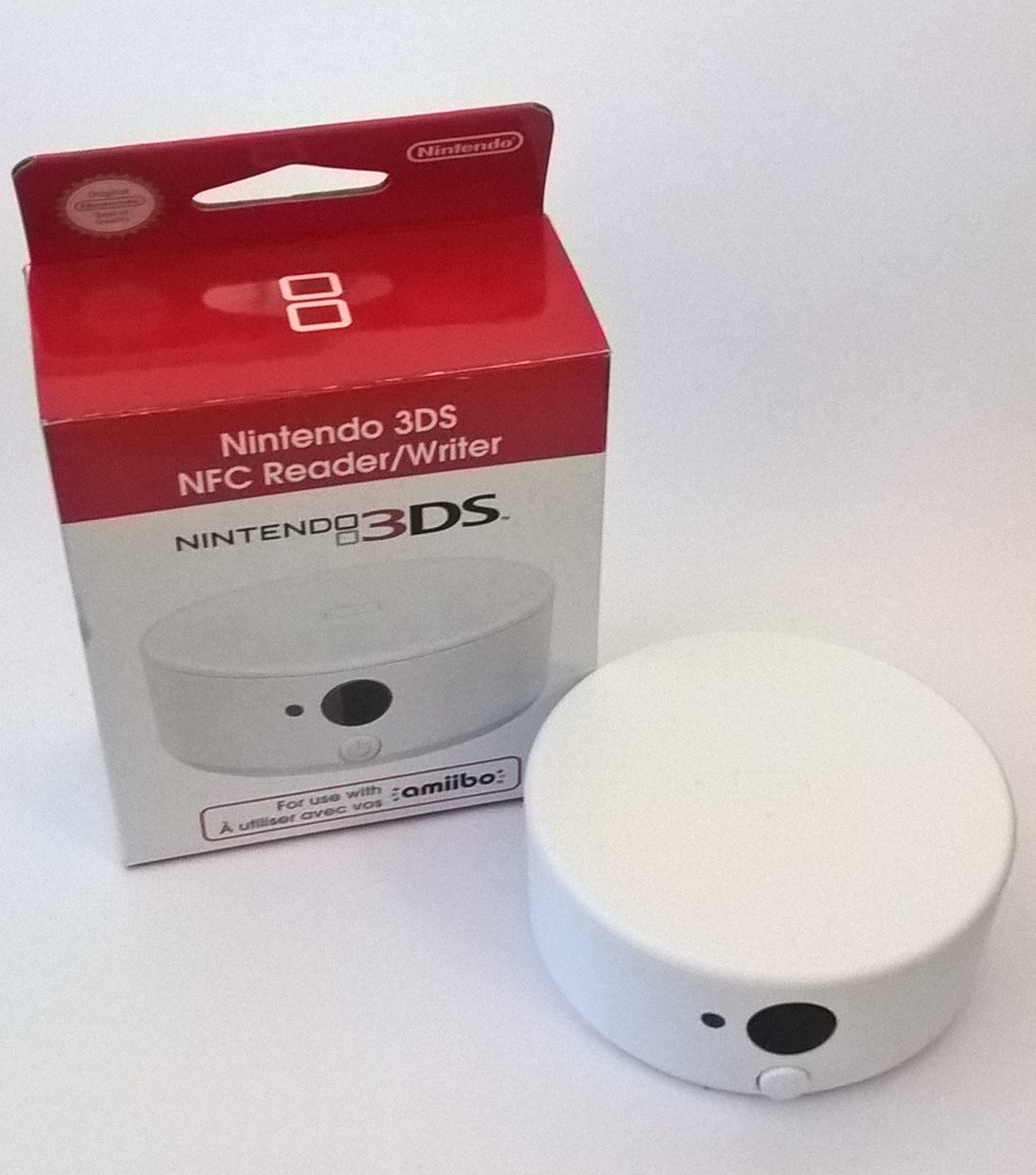
Lecteur NFC Nintendo 3DS

le lecteur NFC permet d'utiliser les amiibo et carte amiibo sur sa console. Il sert a ajouter ou débloquer du contenu dans divers jeux comme Super Smash Bros. for Nintendo 3DS ou Animal Crossing: Happy Home Designer. Le lecteur nécessite 2 piles AA pour fonctionner.  Le lecteur peut être utilisé avec toutes les consoles de la famille Nintendo 3DS et Nintendo 2DS.

## Piratage

### Failles et homebrew
Les exploits décrits ci-dessous permettent de démarrer sur le Homebrew Launcher, qui permet de lancer des homebrew, c'est-à-dire des programmes créés par des amateurs pour la console. Ils fonctionnent en espace utilisateur. Ils permettent également de contourner la protection régionale des jeux, ou encore de les patcher, par exemple. Ils ne permettent pas de lancer de copies de jeux.
Le premier exploit public permettant de lancer des homebrew voit le jour courant août 2014 (surnommé Ninjhax), publié par le hacker Jordan Rabet (« Smealum »). Il s'appuie sur une faille du jeu Cubic Ninja et permet d'exécuter du code non signé via un QR Code modifié scanné via une fonction du jeu. Cet exploit nécessite de placer un fichier de boot sur la carte SD. À la suite de l'annonce de l'exploit, le prix du jeu a explosé et la version eShop du jeu (uniquement disponible au Japon) a été retirée par Nintendo. L'exploit est finalement patché en version système 9.3.
La version 2.0 de l'exploit Ninjhax sort en juillet 2015. Elle supporte les versions de 9.0 à 9.9. Des mises à jour de cet exploit permettent d'améliorer sa compatibilité afin de fonctionner sur les versions les plus récentes du logiciel système de la Nintendo 3DS.
Un exploit pour l'application Youtube (disponible sur le Nintendo eShop) sort courant août 2015. Nommé Tubehax, Il permet de démarrer le Homebrew Launcher en modifiant certains paramètres de la console et en lançant l'application YouTube. L'exploit est par la suite corrigé grâce à une mise à jour obligatoire de l'application.
En septembre 2015, un exploit pour le navigateur web de la console voit le jour, nommé Browserhax. Il permet d'accéder au Homebrew Launcher en visitant directement une page web spécifique. L'exploit est comblé en version 11.0. L'exploit Menuhax est dévoilé en même temps que l'exploit affectant le navigateur web. Il affecte le menu Home de la console. Il permet de lancer le Homebrew Launcher au démarrage de la console en appuyant sur un bouton spécifique. La faille est définitivement comblée en version 11.3.
Des failles affectent certains jeux Nintendo 3DS, parmi lesquels Cubic Ninja (Ninjhax), The Legend of Zelda: Ocarina of Time 3D, Super Smash Bros. for Nintendo 3DS, Pokémon Méga Donjon Mystère, VVVVVV ou encore Pokémon Rubis Oméga et Saphir Alpha. Ils permettent de démarrer le Homebrew Launcher. La plupart de ces failles sont corrigées par Nintendo à travers des mises à jour disponibles depuis le Nintendo eShop, obligatoires pour pouvoir jouer en ligne.
Une faille affectant le studio son Nintendo 3DS est dévoilée fin 2016. Elle permet de démarrer le Homebrew Launcher en lisant un fichier audio exploitant cette faille. Elle est corrigée en version 11.4.
Nintendo annonce en décembre 2016 qu'elle est prête à rémunérer toute personne lui dévoilant des failles de sécurité affectant la Nintendo 3DS à travers la plateforme HackerOne. Les rémunérations sont de l'ordre de 100 à 200 000 dollars.
En août 2017, une faille est découverte permettant le contrôle total de la console au démarrage à l'aide d'un aimant, de l'appui sur une série de touches spécifique et d'un linker DS modifié. Cette faille est réputée non patchable sans révision matérielle de la console, car présente directement dans la bootrom de la console (non modifiable). Cependant certains linkers DS, même modifiés, ne fonctionnent pas sur certaines versions de la console car ces dernières ne sont pas supportées par le linker en question. Elle est présente sur tous les modèles de la console (3DS, 3DS XL, 2DS, New 3DS et New 3DS XL), même sur la New Nintendo 2DS XL pourtant sortie après la révélation de cette faille.
Début 2018, un exploit nommé Steelhax, est découvert. Il permet d'accéder à l'Homebrew Launcher de la version 11.7 à la version 11.10. Cet exploit utilise une faille dans le fichier de sauvegarde de la première version du jeu « Steel Diver: Sub Wars » (disponible gratuitement dans le Nintendo eShop). Il est donc possible d'accéder à l'Homebrew Launcher juste en lançant le logiciel via le menu Home.
En août 2019, un exploit dans le jeu Pokémon Picross (disponible lui aussi gratuitement sur le Nintendo eShop) est découvert. Nommé PicHaxx, il utilise la même logique que Steelhax, étant donné qu'il s'agit d'un exploit utilisant une faille du fichier de sauvegarde du jeu présent sur la carte SD pour injecter l'Homebrew Launcher directement dans la sauvegarde, ainsi l'Homebrew Launcher est accessible simplement en lançant le jeu via le menu Home.
En novembre 2023, un autre exploit dans le navigateur web de la New Nintendo 3DS a été trouvé, nommé « super-skaterhax ». Il reprend du code venant de Browserhax et le fait fonctionner en version 11.17 de la console,.

### Custom firmwares
Il est possible d'installer un custom firmware (en) (une modification du logiciel système de la console) de manière permanente dans la console, à l'aide de plusieurs failles affectant le noyau de système d'exploitation (kernel) de celle-ci et qui permettent l'élévation des privilèges d'exécution (failles connues sous le nom de waithax, fasthax, safehax, ou encore 2xrsa). Ces modifications sont exécutées grâce à des failles disponibles dans certains modules de démarrage de la console (failles arm9loaderhax/boot9strap/fastboot3DS). Ils permettent pour la plupart de contourner la protection régionale des jeux, de lancer du code non signé, d'installer des homebrew directement sur le menu Home de la console, de pouvoir effectuer des captures d'écran, de pouvoir utiliser des codes triches dans les jeux ou encore de pouvoir patcher les jeux. Le custom firmware le plus connu est Luma3DS écrit par AuroraWright.

### Linkers
Les linkers sont des matériels non officiels qui se présentent sous la forme d'une cartouche semblable à une cartouche de jeu officielle. Ils permettent de lancer des homebrew ou des copies illégales de jeux. La vente de linkers est interdite en France depuis 2011.
Dès le lancement de la console en 2011, de nouveaux linkers DS compatibles 3DS voient le jour. Ils permettent uniquement de lancer des homebrew et jeux destinés à la Nintendo DS. Ils fonctionnent en contournant le système de protection de la console, constituée d'une liste noire de cartouches à bloquer. Nintendo, au fil des mises à jour, bloque ces linkers mais de nouvelles versions de firmware de ceux-ci permettent de contourner à nouveau les protections.
Le premier linker à permettre de lancer des jeux Nintendo 3DS sort en 2013. Il s'agit du Gateway 3DS, qui exploite une faille du mode Nintendo DS de la console pour modifier son système et permettre de faire fonctionner le linker. Il fonctionne initialement jusqu'aux versions 4.5 de la console, mais des mises à jour du firmware du linker permettent d'améliorer sa compatibilité. Les mises à jour officielles de ce linker ont cependant été abandonnées depuis février 2017 (support jusqu'aux versions 11.4 de la console). D'autres linkers de ce type sont sortis plus tard, comme le Sky3DS (2014) et son évolution Sky3DS+ (2015), ainsi que le Stargate 3DS (2018). Il existe également des clones (contrefaçons) de ces linkers.

## Ventes

### Ventes de la console
| Date       | Japon | Amérique | Autres | Total |
| ---------- | ----- | -------- | ------ | ----- |
| 31/03/2011 | 1,06  | 1,32     | 1,23   | 3,61  |
| 30/06/2011 | 1,27  | 1,43     | 1,63   | 4,32  |
| 30/09/2011 | 2,13  | 2,13     | 2,42   | 6,68  |
| 31/12/2011 | 4,66  | 5,47     | 4,91   | 15,03 |
| 31/03/2012 | 5,85  | 5,99     | 5,30   | 17,13 |
| 30/06/2012 | 6,76  | 6,41     | 5,82   | 19,00 |
| 30/09/2012 | 7,94  | 7,38     | 6,88   | 22,19 |
| 31/12/2012 | 10,88 | 9,97     | 8,99   | 29,84 |
| 31/03/2013 | 11,54 | 10,26    | 9,29   | 31,09 |
| 30/06/2013 | 12,18 | 10,62    | 9,69   | 32,48 |
| 30/09/2013 | 13,33 | 11,43    | 10,22  | 34,98 |
| 31/12/2013 | 15,76 | 14,36    | 12,62  | 42,74 |
| 31/03/2014 | 15,89 | 14,59    | 12,85  | 43,33 |
| 30/06/2014 | 16,15 | 14,83    | 13,16  | 44,14 |
| 30/09/2014 | 16,61 | 15,27    | 13,54  | 45,42 |
| 31/12/2014 | 18,70 | 16,77    | 14,93  | 50,41 |
| 31/03/2015 | 18,96 | 17,51    | 15,58  | 52,06 |
| 30/06/2015 | 19,25 | 17,91    | 15,90  | 53,07 |
| 30/09/2015 | 19,79 | 18,27    | 16,29  | 54,34 |
| 31/12/2015 | 20,97 | 19,50    | 17,47  | 57,94 |
| 31/03/2016 | 21,32 | 19,76    | 17,77  | 58,85 |
| 30/06/2016 | 21,63 | 20,11    | 18,05  | 59,79 |
| 30/09/2016 | 22,14 | 20,73    | 18,69  | 61,57 |
| 31/12/2016 | 23,13 | 21,96    | 20,21  | 65,30 |
| 31/03/2017 | 23,31 | 22,32    | 20,50  | 66,12 |
| 30/06/2017 | 23,54 | 22,73    | 20,80  | 67,08 |
| 30/09/2017 | 24,07 | 23,49    | 21,42  | 68,98 |
| 31/12/2017 | 24,63 | 24,88    | 22,48  | 71,99 |
| 31/03/2018 | 24,70 | 25,17    | 22,66  | 72,53 |
| 30/06/2018 | 24,76 | 25,37    | 22,76  | 72,89 |
| 30/09/2018 | 24,93 | 25,67    | 22,92  | 73,53 |
| 31/12/2018 | 25,15 | 26,35    | 23,34  | 74,84 |
| 31/03/2019 | 25,18 | 26,45    | 23,46  | 75,08 |
| 30/06/2019 | 25,20 | 26,54    | 23,54  | 75,28 |
| 30/09/2019 | 25,22 | 26,62    | 23,61  | 75,45 |
| 31/12/2019 | 25,24 | 26,72    | 23,75  | 75,71 |
| 31/03/2020 | 25,26 | 26,73    | 23,78  | 75,77 |

La Nintendo 3DS sort au Japon le 26 février 2011 et se vend à près de 400 000 exemplaires en 24 h, soit le total de son stock initial. Elle sort par la suite en Europe le 25 mars 2011 et s'écoule à environ 303 000 exemplaires lors des deux premiers jours de ventes. Enfin, elle est lancée en Amérique du Nord le 27 mars 2011 et s'écoule à près de 440 000 exemplaires lors de sa première semaine de commercialisation.
En décembre 2015, les ventes de la Nintendo 3DS s'élèvent à 57 millions d'exemplaires, et la console contrôle plus de 81,5 % des parts sur le marché des consoles portables.
Au total, la Nintendo 3DS s'est écoulée à 75,94 millions d'exemplaires à travers le monde.

### Jeux les plus vendus
| Rang | Jeu                                 | Année de sortie | Ventes         |
| ---- | ----------------------------------- | --------------- | -------------- |
| 1    | Mario Kart 7                        | 2011            | 18,99 millions |
| 2    | Pokémon X et Y                      | 2013            | 16,78 millions |
| 3    | Pokémon Soleil et Lune              | 2016            | 16,33 millions |
| 4    | Pokémon Rubis Oméga et Saphir Alpha | 2014            | 14,67 millions |
| 5    | New Super Mario Bros. 2             | 2012            | 13,42 millions |
| 6    | Animal Crossing: New Leaf           | 2013            | 13,06 millions |
| 7    | Super Mario 3D Land                 | 2011            | 12,89 millions |
| 8    | Super Smash Bros. for Nintendo 3DS  | 2014            | 9,65 millions  |
| 9    | Pokémon Ultra-Soleil et Ultra-Lune  | 2017            | 9,26 millions  |
| 10   | Tomodachi Life                      | 2013            | 6,72 millions  |